# Síria nos Jogos Olímpicos de Verão de 2004
A Síria competiu nos Jogos Olímpicos de Verão de 2004, em Atenas, na Grécia.

## Medalhista

### Bronze
- Boxe - Peso pesado (até 91 kg): Naser Al Shami

## Desempenho

### Natação
Masculino
| Atleta(s)           | Evento     | Eliminatórias | Eliminatórias | Semifinal   | Semifinal   | Final       | Final       |
| Atleta(s)           | Evento     | Tempo         | Posição       | Tempo       | Posição     | Tempo       | Posição     |
| ------------------- | ---------- | ------------- | ------------- | ----------- | ----------- | ----------- | ----------- |
| Rafed Ziad El Masri | 50 m livre | 22s58         | 18º           | Não avançou | Não avançou | Não avançou | Não avançou |